# Jingkang (Karangjambu)
Jingkang is een bestuurslaag in het regentschap Purbalingga van de provincie Midden-Java, Indonesië. Jingkang telt 3813 inwoners (volkstelling 2010).